# Condado de Washington (Wisconsin)
O Condado de Washington é um dos 72 condados do Estado americano do Wisconsin. A sede do condado é West Bend, e sua maior cidade é West Bend. O condado possui uma área de 1 129 km² (dos quais 13 km² estão cobertos por água), uma população de 117 493 habitantes, e uma densidade populacional de 105 hab/km² (segundo o censo nacional de 2000). O condado foi fundado em 1836.